# Music Industry 3. Fitness Industry 1.
A Music Industry 3. Fitness Industry 1. a Mogwai tizenkettedik középlemeze, amelyet 2014. december 1-jén adott ki a Rock Action Records az Egyesült Királyságban és a Sub Pop az Amerikai Egyesült Államokban.
A lemez három, a Rave Tapes album felvétele közben készült dalt, illetve az ugyanezen lemez végleges változatáról származó három szám különböző alkotók általi remixét.

## Számlista
Az összes dal szerzője a Mogwai. 
| 1.    | Teenage Exorcist                                | 3:29 |
| 2.    | History Day                                     | 5:48 |
| 3.    | HMP Shaun William Ryder                         | 5:29 |
| 4.    | Re-Remurdered (Blanck Mass-remix)               | 5:03 |
| 5.    | No Medicine For Regret (Pye Corner Audio-remix) | 7:13 |
| 6.    | The Lord Is Out Of Control (Nils Frahm-remix)   | 4:54 |
| 31:39 |                                                 |      |

## Közreműködők
- Stuart Braithwaite – gitár, ének
- Dominic Aitchison – basszusgitár
- Martin Bulloch – dob
- Barry Burns – billentyű
- John Cummings – gitár, zongora
- Luke Sutherland – gitár, hegedű, húrok, ütőhangszerek

## Fordítás
Ez a szócikk részben vagy egészben  a   Music Industry 3. Fitness Industry 1. című angol Wikipédia-szócikk ezen változatának fordításán alapul.  Az eredeti cikk szerkesztőit annak laptörténete sorolja fel. Ez a jelzés csupán a megfogalmazás eredetét és a szerzői jogokat jelzi, nem szolgál a cikkben szereplő információk forrásmegjelöléseként.